# Messageries lyonnaises de presse
Pour les articles homonymes, voir MLP.
Les Messageries lyonnaises de presse (MLP) sont une coopérative de diffusion de presse magazine, créée entre autres par Francis Max Martin le 1er août 1945. Son siège est situé à Saint-Quentin-Fallavier dans l'Isère.

## Fonction
MLP est une entreprise ayant pour fonction de diffuser la presse non quotidienne auprès des marchands de journaux partout en France et même à l’étranger. Elle est un intermédiaire entre les éditeurs, ses clients et actionnaires, et les diffuseurs, plus communément appelés marchands de journaux. Elle a donc une fonction très opérationnelle.

## Organisation de l'entreprise
Début 2015, la coopérative estime employer 700 personnes dans le monde, dont 300 au siège,.

### Direction
Les MLP comprennent un conseil d'administration présidé par José Ferreira et un comité de direction.

## Activités
MLP distribue environ 3 700 titres, soit 90% de l'ensemble des magazines de presse présents chez les marchands de journaux. C'est elle qui assure, à partir du 14 janvier 2015, la diffusion dans le monde entier des 7 millions d'exemplaires du « numéro des survivants » de Charlie Hebdo.